# Folimage
Folimage ist ein Animationsstudio in Valence mit Sitz in Süd-Frankreich, unter der Leitung von Jacques-Rémy Girerd.

## Geschichte
Das Studio wurde 1984 gegründet und spezialisierte sich auf die klassischen Animationstechniken wie Zeichentrick und Stop-Motion. 
Folimage produzierte eine große Anzahl von Kurzfilmen in verschiedensten Techniken und Stilen. Auch für das Fernsehen und für Schulfilme erstellte das Studio Animationen. 2003 entstand mit Das Geheimnis der Frösche der erste abendfüllende Film, der dem Studio internationale Bekanntheit brachte. Folimage-Filme liefen erfolgreich auf Festivals in aller Welt und wurden mit über 50 Preisen ausgezeichnet.
Im Rahmen eines Artist in Residence-Programms erhalten jedes Jahr zwei Künstler von außerhalb die Möglichkeit, im Folimage-Studio einen Film zu produzieren. Zudem gründete Folimage 1999 die Animationsschule „La Poudrière - Animated Film School“, die ebenfalls in Valence ansässig ist.

## Filmografie (Auswahl)
- 1994: Der Mönch und der Fisch (Le moine et le poisson), Regie: Michaël Dudok De Wit
- 1998: Der Junge, der vom Himmel fiel (L’enfant au grelot), Regie: Jacques-Rémy Girerd
- 2000: Am Ende der Welt (Au bout du monde), Regie: Konstantin Bronsit
- 2003: Das Geheimnis der Frösche (La prophétie des grenouilles), Regie: Jacques-Rémy Girerd
- 2005: Die Sternensucher (La tête dans les étoiles), Regie: Sylvain Vincendeau
- 2006: Histoire tragique avec fin heureuse, Regie: Regina Pessoa
- 2006: Düstere Zeiten (Mauvais temps), Regie: Jean-Loup Felicioli
- 2008: Rosa Rosa, Regie: Félix Dufour-Laperrière
- 2009: Der Wortfäller (Le bûcheron des mots), Regie: Izu Troin